# Parlamentsvalet i Storbritannien 1906
Parlamentsvalet i Storbritannien 1906 hölls från 12 januari till 8 februari 1906.
Liberalerna, ledda av Henry Campbell-Bannerman, fick egen majoritet i underhuset. De konservativa under Arthur Balfour förlorade mer än hälften av sina mandat, medan Labour Representation Committee, som snart skulle ta namnet Labour Party, gjorde ett betydligt bättre resultat än i valet 1900.  De irländska nationalisterna vann sina platser med en liten andel av rösterna, då 74 av deras kandidater valdes utan motkandidat. 
| Parti                                       | Röster    | Mandat | Ändring | Andel av rösterna (%) |
| Liberal Party                               | 2 565 644 | 397    | + 214   | 48,9                  |
| Conservative Party & Liberal Unionist Party | 2 278 076 | 156    | - 246   | 43,4                  |
| Labour                                      | 254 202   | 29     | + 27    | 4,8                   |
| Independent Conservative                    | 42 155    | 3      | + 3     | 0,8                   |
| Irländska nationalister                     | 33 231    | 82     |         | 0,6                   |
| Independent Labour                          | 18 886    | 1      | + 1     | 0,4                   |
| Social Democratic Federation                | 18 446    | 0      |         | 0.4                   |
| Scottish Workers' Representation Committee  | 14 877    | 0      |         | 0,3                   |
| Free Trader                                 | 8 974     | 0      |         | 0,2                   |
| Independent Lib-Lab                         | 4 841     | 1      | + 1     | 0,1                   |
| Independent                                 | 3 806     | 0      |         | 0,1                   |
| Independent Nationalist                     | 1 800     | 1      | + 1     | 0,0                   |
| Independent Liberal                         | 1 581     | 0      | - 1     | 0,0                   |

Totala antalet avgivna röster: 5 246 672.  Alla partier med fler än 1 000 röster visade.